# Akimotoite
L'akimotoite è un minerale, membro del gruppo dell'ilmenite, è dimorfo con l'enstatite e la clinoenstatite

## Etimologia
Il nome del minerale è in onore di Syun-iti Akimoto (1925- ), geologo giapponese, specialista nello studio dei minerali alle alte pressioni